# 梅普爾克里克 (加利福尼亞州)
梅普爾克里克（英語：Maple Creek）是位於美國加利福尼亞州洪堡縣的一個非建制地區。該地的面積和人口皆未知。

## 地理
梅普爾克里克的座標為40°45′44″N 123°52′09″W / 40.76222°N 123.86917°W，而該地的平均海拔高度為161米（即528英尺）。